# Podróż apostolska Benedykta XVI do Chorwacji
Wizyta Papieża Benedykta XVI w Chorwacji była 19. podróżą zagraniczną. Odbyła się ona 4-5 czerwca 2011.

## Program

### 4 czerwca (sobota)
Zagrzeb
- 11:00 – przylot na lotnisko międzynarodowe Pleso w Zagrzebiu, ceremonia powitania; przemówienie papieża
- 12:15 – wizyta papieża u prezydenta Republiki Ivo Josipovicia w pałacu prezydenckim
- 13:50 – spotkanie w siedzibie nuncjatury apostolskiej z premier kraju Jadranką Kosor
- 14:00 – obiad papieża wraz z towarzyszącymi mu osobami w siedzibie nuncjatury
- 18:15 – spotkanie papieża w Teatrze Narodowym z przedstawicielami organizacji społecznych, politykami, ludźmi nauki i kultury, przedsiębiorcami, korpusem dyplomatycznym oraz przedstawicielami wspólnot religijnych Chorwacji
- 19:30 – spotkanie papież na placu Bana Josipa Jelačicia z młodzieżą)

### 5 czerwca (niedziela)
- 10:00 – msza i modlitwa Regina Caeli pod przewodnictwem Benedykta XVI na stołecznym Hipodromie z okazji Narodowego Dnia Chorwackich Rodzin Katolickich
- 14:00 – obiad z chorwackimi biskupami oraz osobami towarzyszącymi w nowej siedzibie sekretariatu Chorwackiej Konferencji Biskupiej
- 16:30 – pożegnanie w nuncjaturze apostolskiej
- 17:00 – nieszpory pod przewodnictwem papieża w katedrze pw. Wniebowzięcia Najświętszej Marii Panny i św. Stefana wraz z biskupami, kapłanami, zakonnikami, zakonnicami i alumnami seminariów duchownych, modlitwa przed grobem bł. kard. Alojzego Stepinaca (przemówienie papieża)
- 18:15 – wizyta papieża w rezydencji arcybiskupa Zagrzebia Josipa Bozanicia
- 19:15 – ceremonia pożegnania na stołecznym lotnisku międzynarodowym Pleso (przemówienie papieża)
- 19:45 – odlot na pokładzie samolotu linii Chorwackich Linii Lotniczych
- 21:15 – przylot na rzymskie lotnisko Ciampino